# Internet Speculative Fiction Database
L'Internet Speculative Fiction Database (ISFDB) è una base di dati di informazioni bibliografiche sulla letteratura di fantascienza e generi correlati come il fantasy e l'horror. L'ISFDB è un lavoro volontario e sia il database sia la wiki sono aperte al contributo degli utenti. Il codice e il contenuto del database sono disponibili con una licenza Creative Commons e sono riutilizzati da altre organizzazioni come Freebase. Pur essendo principalmente un database per ricerche bibliografiche, contiene anche dati biografici di autori, editori e illustratori e informazioni su serie e premi.
Il database dell'ISFDB indicizza autori, romanzi, racconti brevi, editori, premi e riviste. Inoltre supporta l'inserimento di pseudonimi degli autori, serie, premi e illustrazioni di copertina e interne con le attribuzioni integrate nelle voci di autori, artisti ed editori. Viene fatto uno sforzo continuo per verificare i contenuti e le fonti bibliografiche secondarie rispetto al database con l'obbiettivo sia di migliorare la copertura dei dati che l'accuratezza.
Nel 1998, Cory Doctorow ha scritto in Science Fiction Age: "La miglior guida a tutto ciò che riguarda la fantascienza resta l'Internet Speculative Fiction Database", mentre The Encyclopedia of Science Fiction commenta: "Il maggiormente specialistico Internet Speculative Fiction Database è incomparabile per il suo catalogo di libri e storie pubblicate, ed elenca con ogni edizione conosciuta ai suoi compilatori di ogni opera ..."
A luglio 2015 Quantcast ha stimato che l'ISFDB è stato visitato da oltre 100.000 persone al mese.
Come esempio reale di database non banale lo schema e i file MySQL dell'ISFDB sono stati usati in diversi tutorial. Lo schema dati e i dati sono usati nel capitolo 9 del manuale Rails For Java Developers. Sono stati usati anche in una serie di tutorial della Lucid Imagination su Apache Solr, una piattaforma di ricerca open source.

## Storia
Tra il 1984 e il 1994 Jerry Boyajian, Gregory J. E. Rawlins e John Wenn pubblicarono diverse bibliografie di autori di fantascienza sul newsgroup Usenet rec.arts.sf.written, sviluppando nel tempo un formato bibliografico più o meno standard per questi messaggi. Molte di queste bibliografie sono ancora visibili sul Linköping Science Fiction Archive. Nel 1993 un database ricercabile di informazioni sui premi fu sviluppato da Al von Ruff. Nel 1994 John R. R. Leavitt creò la Speculative Fiction Clearing House (SFCH) e alla fine del 1994 chiese l'aiuto nel visualizzare le informazioni sui premi. Von Ruff offrì il suo database, ma Leavitt declinò perché voleva un codice che potesse interagire con gli altri aspetti del sito. Nel 1995 Al von Ruff e Ahasuerus (un prolifico scrittore su rec.arts.sf.written) iniziarono a costruire l'ISFDB, basandosi sull'esperienza con l'SFCH e il formato bibliografico finalizzato da John Wenn. L'ISFDB fu aperto nel settembre 1995 e il sito pubblicizzato nel gennaio 1996.
Inizialmente l'ISDFB era ospitato da un ISP di Champaign, Illinois, ma soffriva di risorse e spazio disco limitati, che ne limitavano la crescita. Nell'ottobre 1997 si spostò all'SF Site, un importante portale e sito di recensioni di fantascienza. A causa dei costi crescenti per rimanere su SF Site, si spostò su un proprio dominio nel dicembre 2002. Il sito fu presto disattivato dall'ISP che l'ospitava a causa dell'alto uso delle risorse.
Nel marzo 2003, dopo essere stato offline fin da gennaio l'ISFB iniziò a essere ospitato da The Cushing Library Science Fiction and Fantasy Research Collection and Institute for Scientific Computation alla Texas A&M University. Nel 2007 dopo problemi di allocazione di risorse con la Texas A&M, l'ISFDB fu ospitato indipendentemente su un server in affitto.
L'ISFDB era originariamente curato da un numero limitato di persone, principalmente Al von Ruff and "Ahasuerus". Comunque nel 2006 le modifiche furono aperte al pubblico in generale con una licenza Open Content. In uno sforzo di mantenere l'accuratezza del contenuto le modifiche devono essere approvate da un moderatore.
A partire dal 27 febbraio 2005 sia il codice sorgente che il contenuto dell'ISFDB sono licenziati con una licenza Creative Commons.